# Koninklijke N.V. Texels Eigen Stoomboot Onderneming

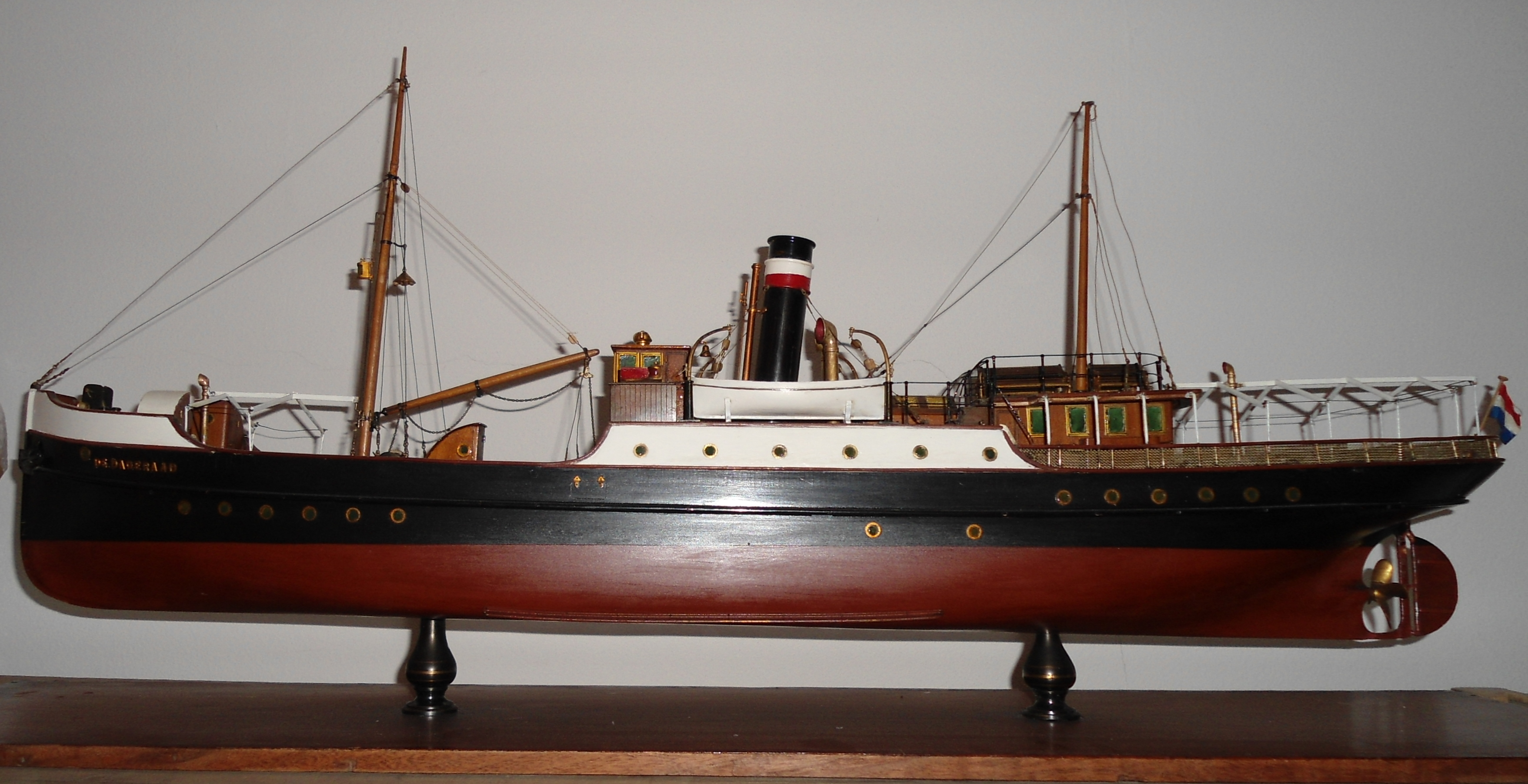
Model van SS De Dageraad (1908-1934), het eerste eigen schip van de TESO

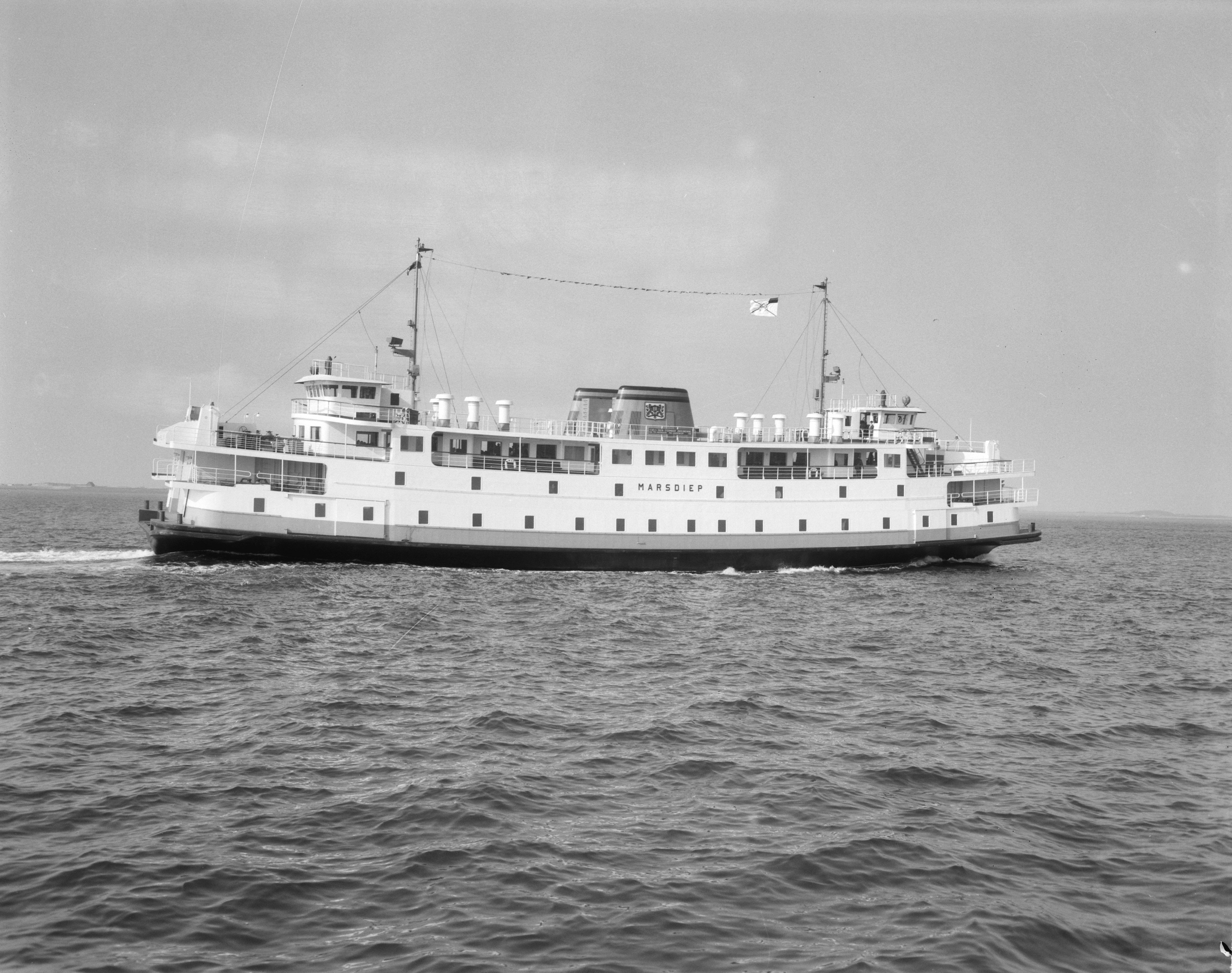
Veerboot Marsdiep (1963-1992)

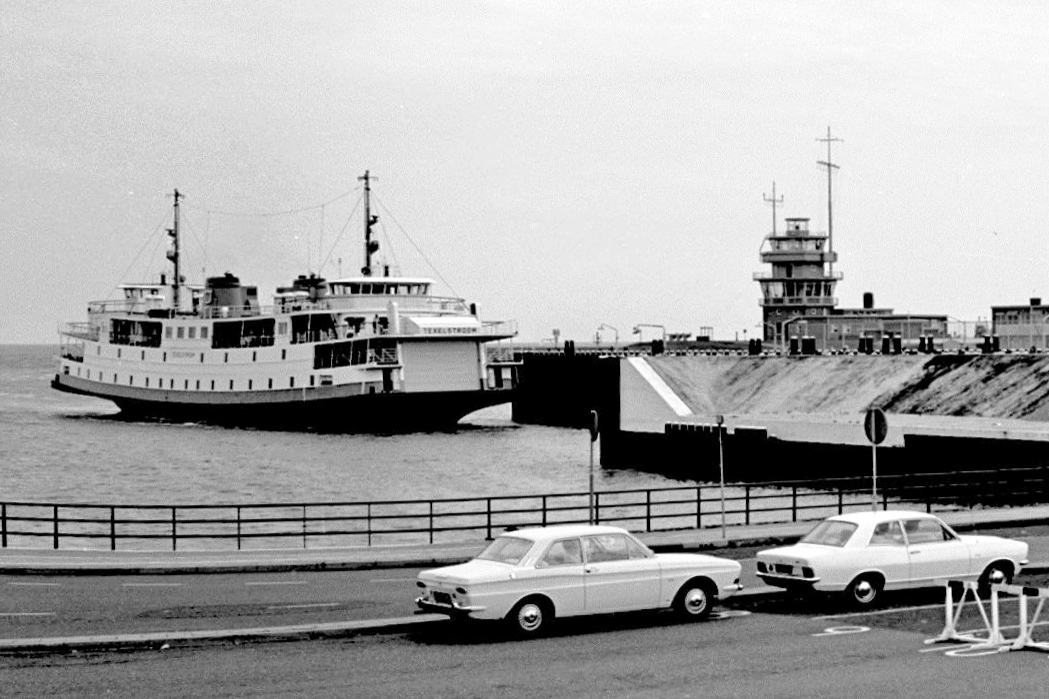
Veerboot Texelstroom (1966-1992) in de haven van Den Helder

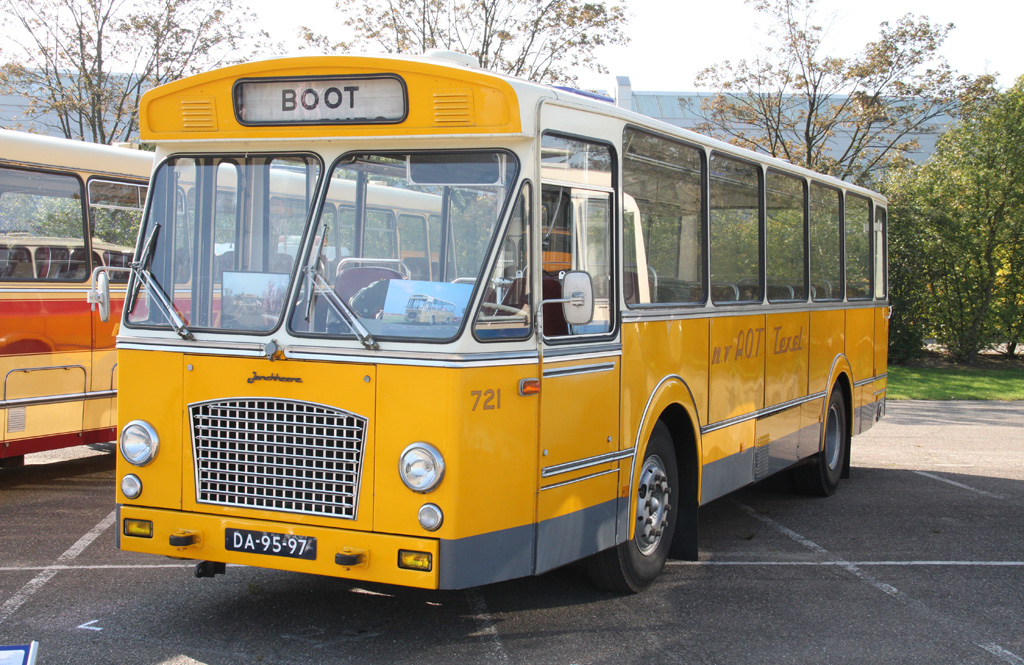
Een bus van de AOT (uit 1972), thans museumbus.

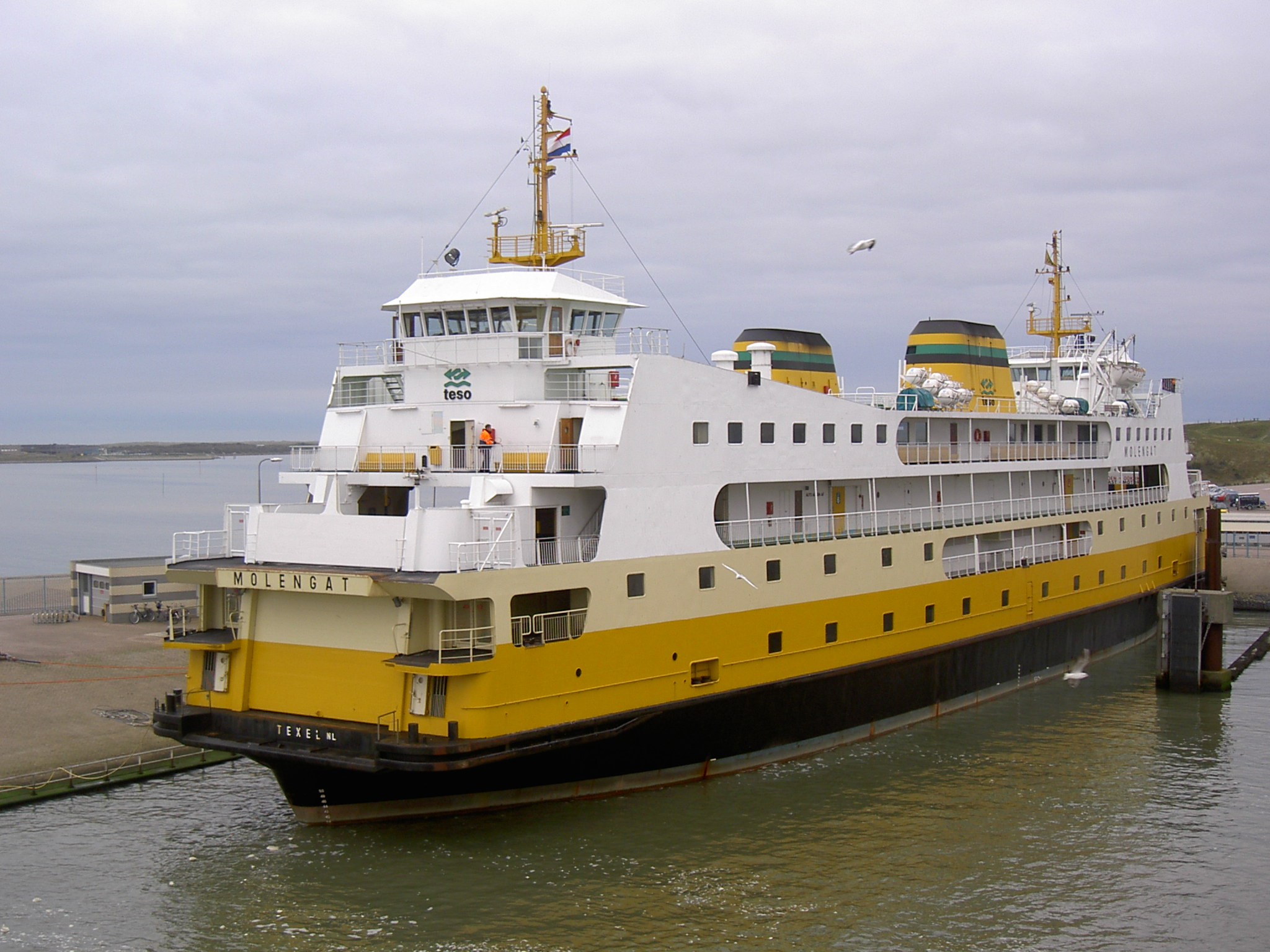
Veerboot Molengat (1980-2008) in de haven van Texel

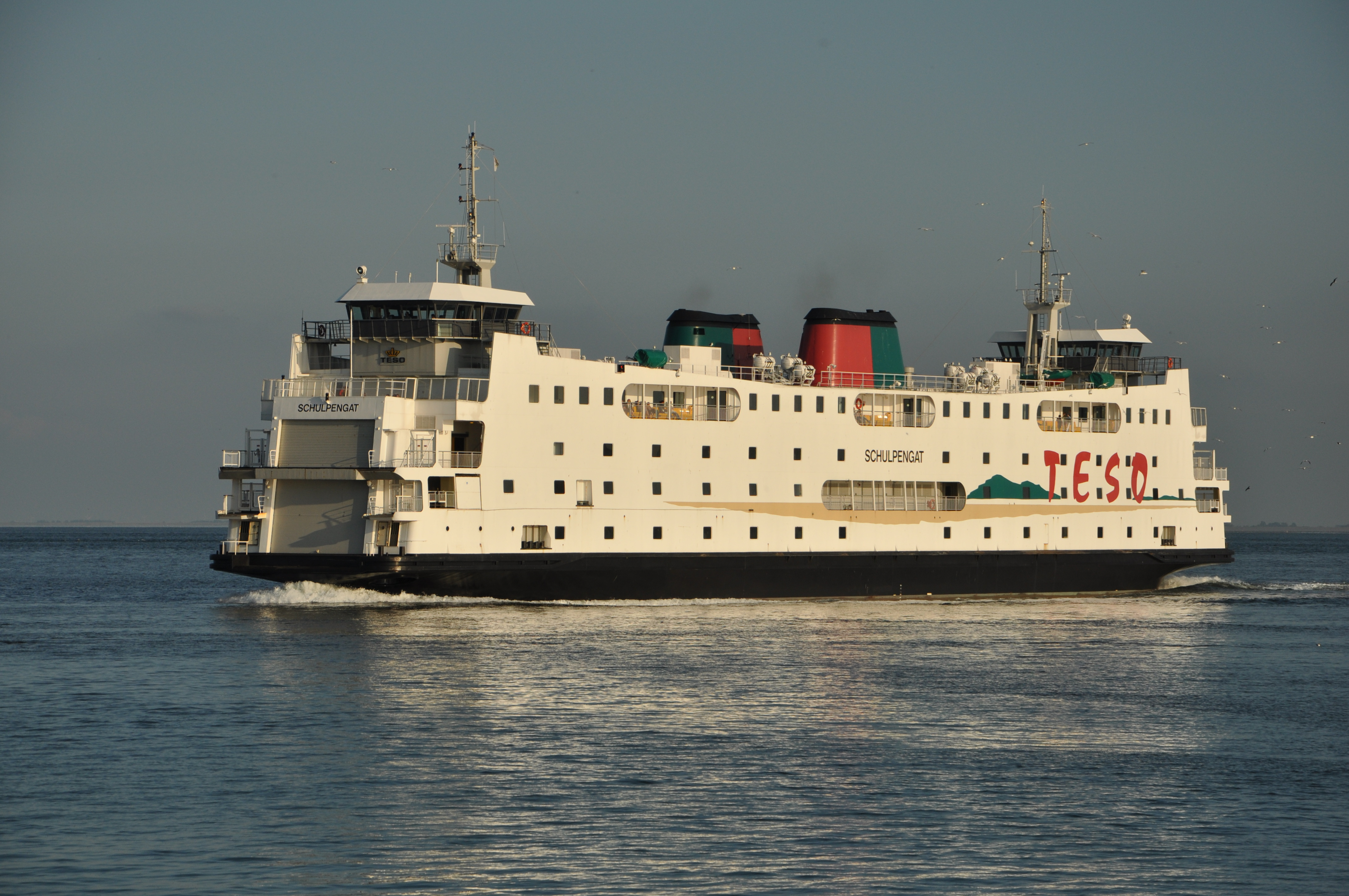
Veerboot Schulpengat (1990-2018)

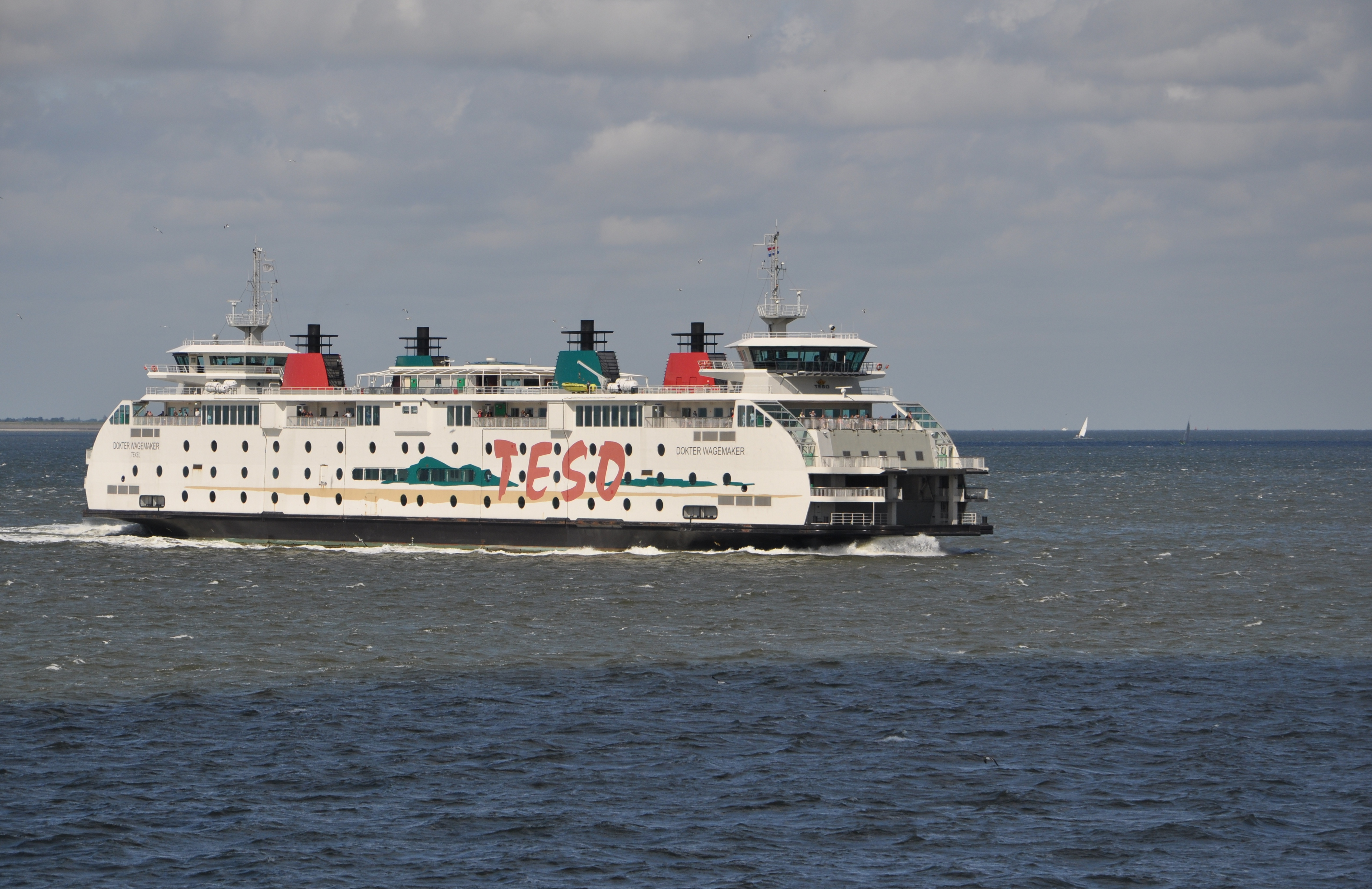
Veerboot Dokter Wagemaker (2004)

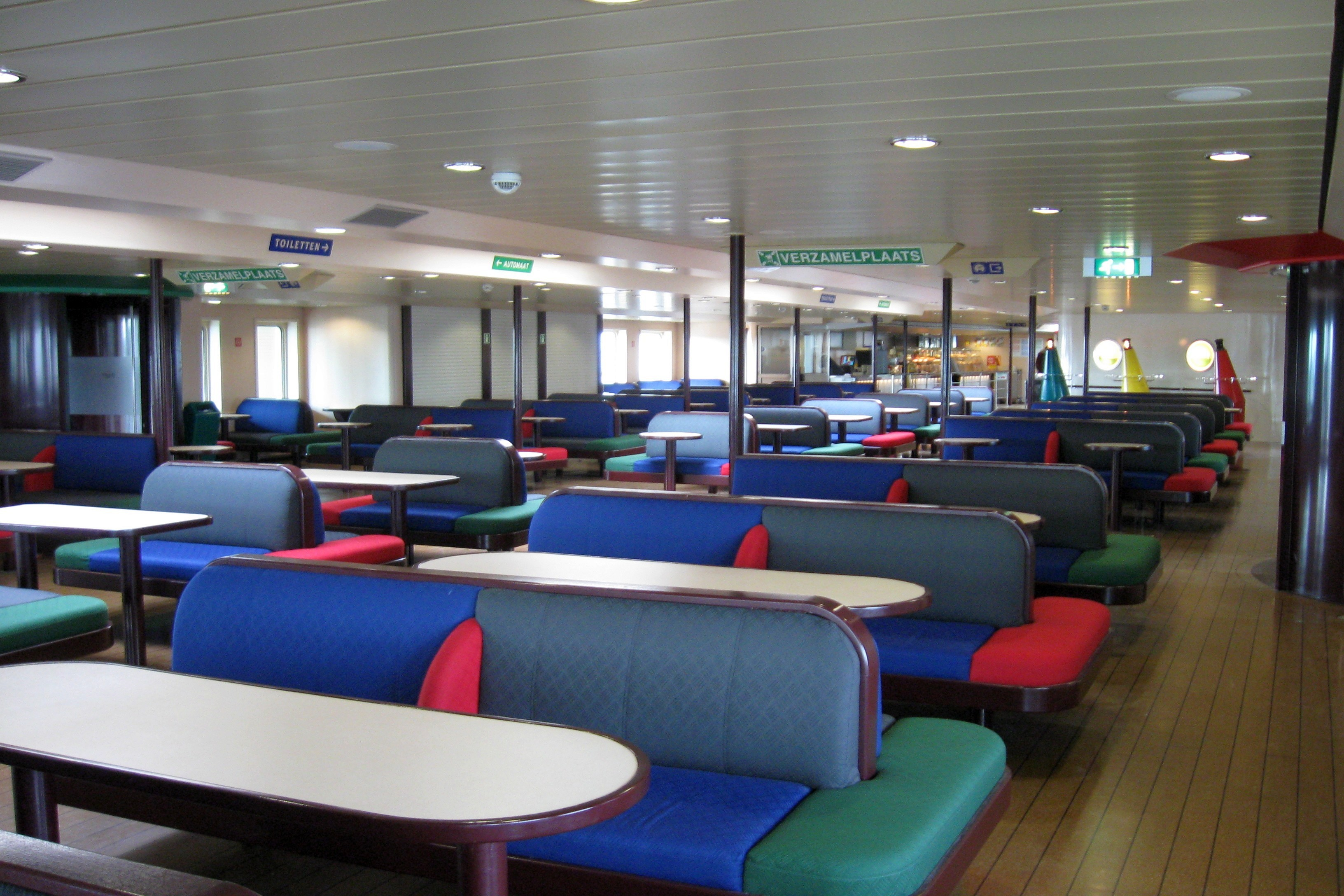
interieur van de Dokter Wagemaker (2017)

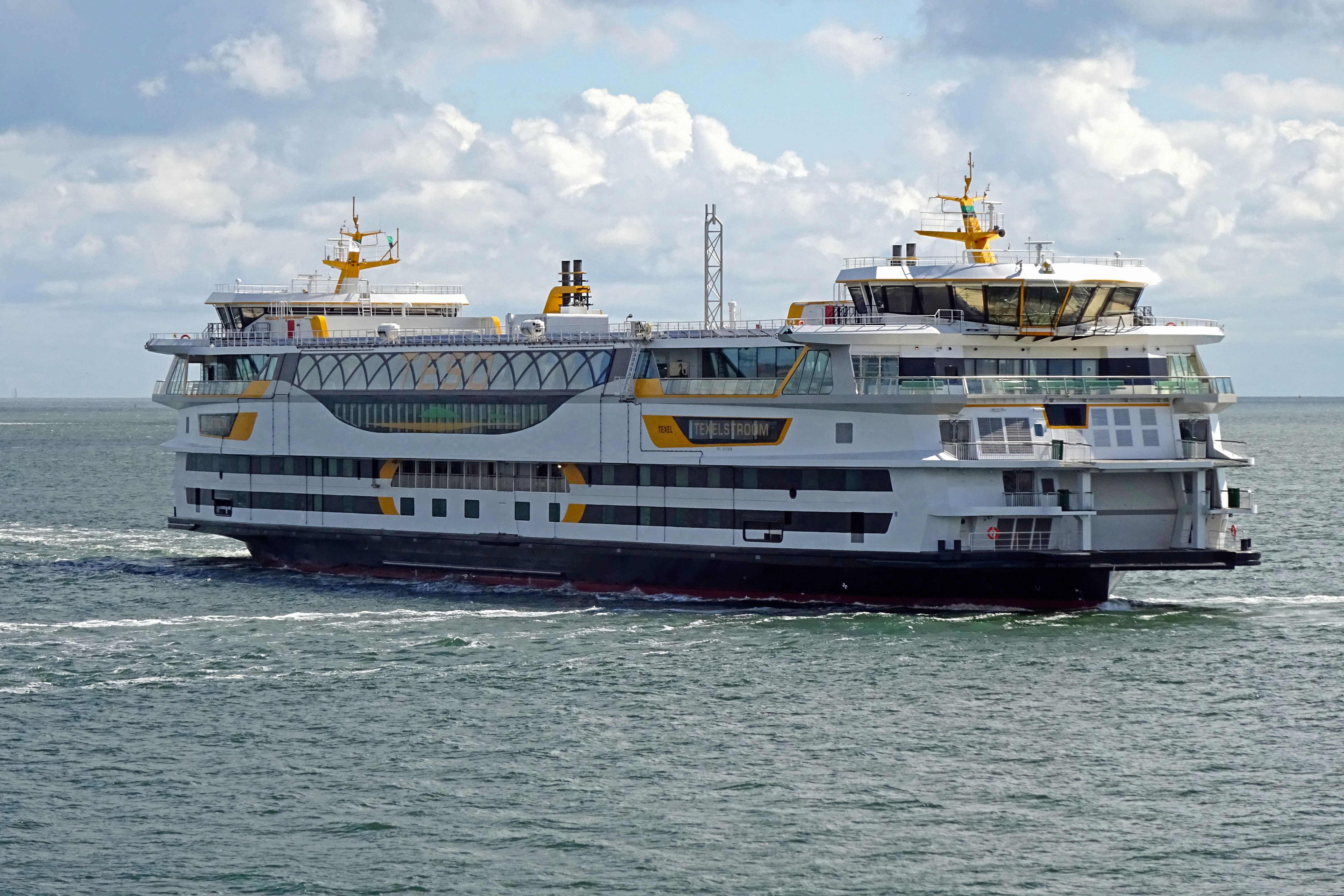
Veerboot Texelstroom (2016)

De Koninklijke N.V. Texels Eigen Stoomboot Onderneming (TESO) is de exploitant van de veerboot tussen Den Helder en 't Horntje op Texel. De NV is in 1908 opgericht als bedrijf zonder winstoogmerk, door eilanders die ontevreden waren over de veerdienst die op dat moment in de vaart was.

## Geschiedenis
Halverwege de negentiende eeuw werd het vervoer van en naar de Waddeneilanden sterk verbeterd. Dat had te maken met de beschikbaarheid van stoomschepen, maar ook met de Postwet van 1850, die eisen stelde aan de bereikbaarheid van Nederlandse gemeenten. Vanaf 1882 werd een veerdienst op Texel onderhouden door de Alkmaarse rederij Alkmaar Packet van Cornelis Bosman. Onder de eilanders bestond grote ontevredenheid over prijs en kwaliteit van de verbinding. In 1907 kwam het conflict tot een hoogtepunt en in augustus van dat jaar werd de vereniging Nieuwe Texelsche Stoombootdienst opgericht, op initiatief van de Texelse huisarts Adriaan Wagemaker (1863-1933). Reeds twee weken later kon men de van de Gebr. De Groot uit Kampen gehuurde Baron Rengers in de vaart brengen.
Op 22 januari 1908 werd de vereniging omgezet in de N.V. Texels Eigen Stoomboot Onderneming, met een hoofdzakelijk door Texelaars bijeengebracht startkapitaal van 75.000 gulden. De TESO bestelde dat jaar haar eerste eigen schip, de SS Dageraad, waarmee vanaf medio augustus een veerdienst werd onderhouden. Vanwege een boycot door de Texelaars van Alkmaar Packet moest deze vervolgens met praktisch lege boten tussen Den Helder en Texel varen. Tariefverlaging en adverteren mochten niet meer baten: in 1909 moest Alkmaar Packet zich terugtrekken.
De TESO verzorgde sinds 1942 ook het busvervoer op Texel. Van en naar de veerhaven in Oudeschild, later 't Horntje, reden de TESO-bussen in aansluiting op de veerboten. Omdat het busvervoer een verlieslatende onderneming was geworden, werd het in 1971 losgemaakt van de bootdiensten en ondergebracht in de nieuw opgerichte N.V. Autobusonderneming Texel (AOT). Daardoor kon het met subsidieregelingen in bedrijf worden gehouden. De AOT werd in 1989 ingelijfd door de NZH (sinds 1999 Connexxion).
In de jaren vijftig en zestig onderhield de TESO kortstondig ook veerdiensten op Vlieland en Harlingen. Tussen 1942 en 1989 verzorgde het bedrijf tevens het busvervoer op het eiland.
De moderne veerhaven in 't Horntje ligt er pas sinds 1962. Voor die tijd kwam de veerboot aan in de haven van Oudeschild. Een overtocht duurde toen nog een stuk langer. In het midden van de jaren vijftig kwam het massatoerisme op gang en was het zaak meer toeristen in minder tijd over te zetten. Aansluitend ging het wegennet van Texel op de schop, voornamelijk met de aanleg van de N501 (Pontweg). Extreem lange wachttijden bleven desondanks, vooral in de jaren zeventig, een groot probleem. In de jaren tachtig werden daarom dubbeldeksschepen aangeschaft. Vanwege bezwaarschriftenprocedures kon de laadbrug voor het tweede dek pas in 1986 in gebruik genomen worden.
Texel exploiteerde van 1973 tot begin jaren negentig een eigen elektrische centrale annex waterfabriek aan de IJsdijk. Hier werd ook zeewater geschikt werd gemaakt voor consumptie. De fabriek had een capaciteit van 700 miljoen liter water per dag, maar werd gesloten vanwege de hoge kosten. Texel wordt vanaf 1988 vanaf het vasteland van water en elektriciteit voorzien. In de voormalige centrale/waterfabriek staat nu een vaarsimulator. Daarop kunnen de kapiteins van de veerboten zich voorbereiden op het varen met de nieuwe veerboot.
Ter gelegenheid van het 100-jarig jubileum van de veerdienst werd in 2007 het predicaat Koninklijk verleend.

## Het bedrijf
De TESO is in de eerste plaats opgericht voor de eilanders en zij zijn veelal ook aandeelhouder. De 3650 aandelen, die in 1907 voor vijf of 25 gulden werden verkocht, zijn eigendom van zo'n 3100 (voornamelijk Texelse) aandeelhouders. Sinds de oprichting zijn er nooit nieuwe aandelen uitgegeven en om ze zo veel mogelijk in handen van Texelaars te houden, wordt er geen dividend uitgekeerd, maar kunnen de aandeelhouders een aantal gratis overtochten maken.
TESO heeft een gebroken boekjaar dat loopt van 1 april tot en met 31 maart.

### De veerdienst
Om praktische redenen betalen reizigers alleen bij vertrek in Den Helder. Voor de terugreis is geen kaartje nodig. In feite betekent dat dat men in Den Helder ook voor de terugreis betaalt. De toeristische eilandhopper, komende van Vlieland op doorreis naar Den Helder, komt vanaf Texel gratis de boot op.
Standaard is er aan beide kanten elk uur een afvaart en de overtocht duurt zo'n twintig minuten. Normaal gesproken wordt de veerdienst uitgevoerd met de Texelstroom. De Dokter Wagemaker doet dienst als reserveschip. Dat schip wordt gebruikt bij grotere drukte - er wordt dan een halfuursdienst gevaren - of wanneer de Texelstroom buiten dienst is, bijvoorbeeld voor onderhoud. De Schulpengat stond sinds 2016 te koop. Het schip is in januari 2018 definitief buiten dienst gesteld en in oktober 2018 naar Gent gevaren om gesloopt te worden.

### Vlootlijst
| Naam                 | Bouwjaar | In dienst | Afgevoerd                                               | Max. passagiers       | Max. auto's       | Status                     |
| -------------------- | -------- | --------- | ------------------------------------------------------- | --------------------- | ----------------- | -------------------------- |
| De Dageraad (1)      | 1908     | 1908      | 1934                                                    | 450                   | Geen              | Gesloopt in 1934           |
| Ada van Holland      | 1878     | 1910      | 1922                                                    | 200                   | Geen              | Gesloopt in 1922           |
| Marsdiep (1)         | 1926     | 1926      | 1956                                                    | 600                   | 4                 | Gesloopt in 1996           |
| Dokter Wagemaker (1) | 1934     | 1934      | 1963 (verkocht naar Doeksen)                            | 800 (1000 vanaf 1952) | 8 (16 vanaf 1952) | Gesloopt in 1975           |
| Voorwaarts           | 1940     | 1940      | 1967 (verkocht naar ADM)                                | 330                   | Geen              | Gesloopt in 1981           |
| Twee Gebroeders      | 1894     | 1942      | 1956                                                    | Onbekend              | Geen              | Onbekend                   |
| Zeemeeuw             | 1937     | 1947      | 1965 (verkocht naar Duitsland)                          | 90                    | Geen              | Onbekend                   |
| De Dageraad (2)      | 1955     | 1955      | 1965 (verkocht naar Doeksen, 1974 verkocht naar Angola) | 1000                  | 25                | Gezonken in 2004 als Kalua |
| Koningin Wilhelmina  | 1927     | 1960      | 1967                                                    | 750                   | 40                | Gesloopt in 1967           |
| Marsdiep (2)         | 1963     | 1963      | 1992 (verkocht naar Malta)                              | 750                   | 70                | Gesloopt in 2002           |
| Texelstroom (1)      | 1966     | 1966      | 1992 (verkocht naar Malta)                              | 750                   | 70                | Gesloopt in 2002           |
| Molengat             | 1979/80  | 1980      | 2008 (verkocht naar Singapore)                          | 1250                  | 190               | Gesloopt in 2019           |
| Schulpengat          | 1990     | 1990      | 2018                                                    | 1750                  | 242               | Gesloopt in 2018           |
| Dokter Wagemaker (2) | 2004/05  | 2006      |                                                         | 1750                  | 300               | In de vaart                |
| Texelstroom (2)      | 2015/16  | 2016      |                                                         | 1750                  | 340               | In de vaart                |

## Fotogalerij

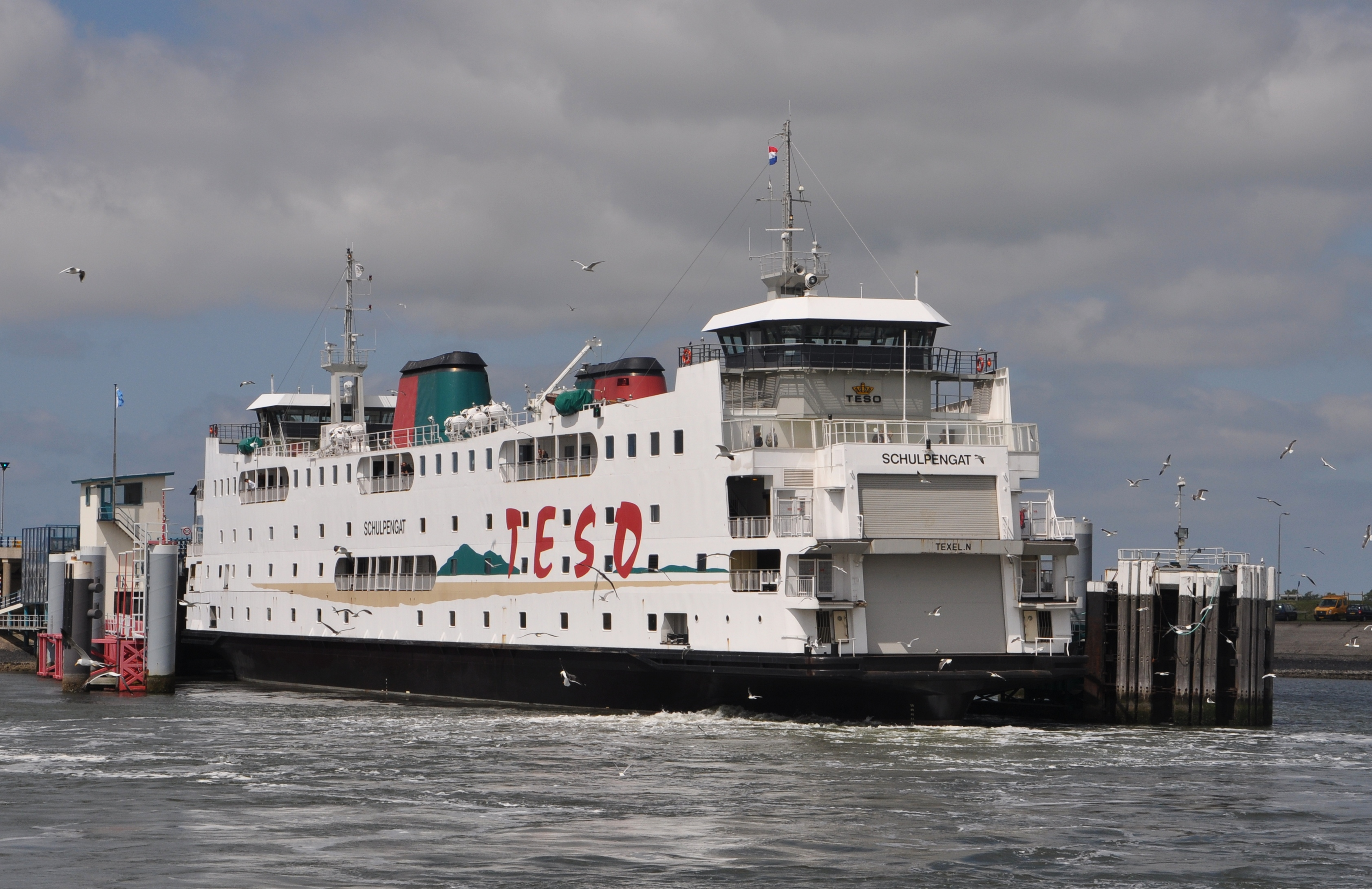
Veerboot Schulpengat (2012)
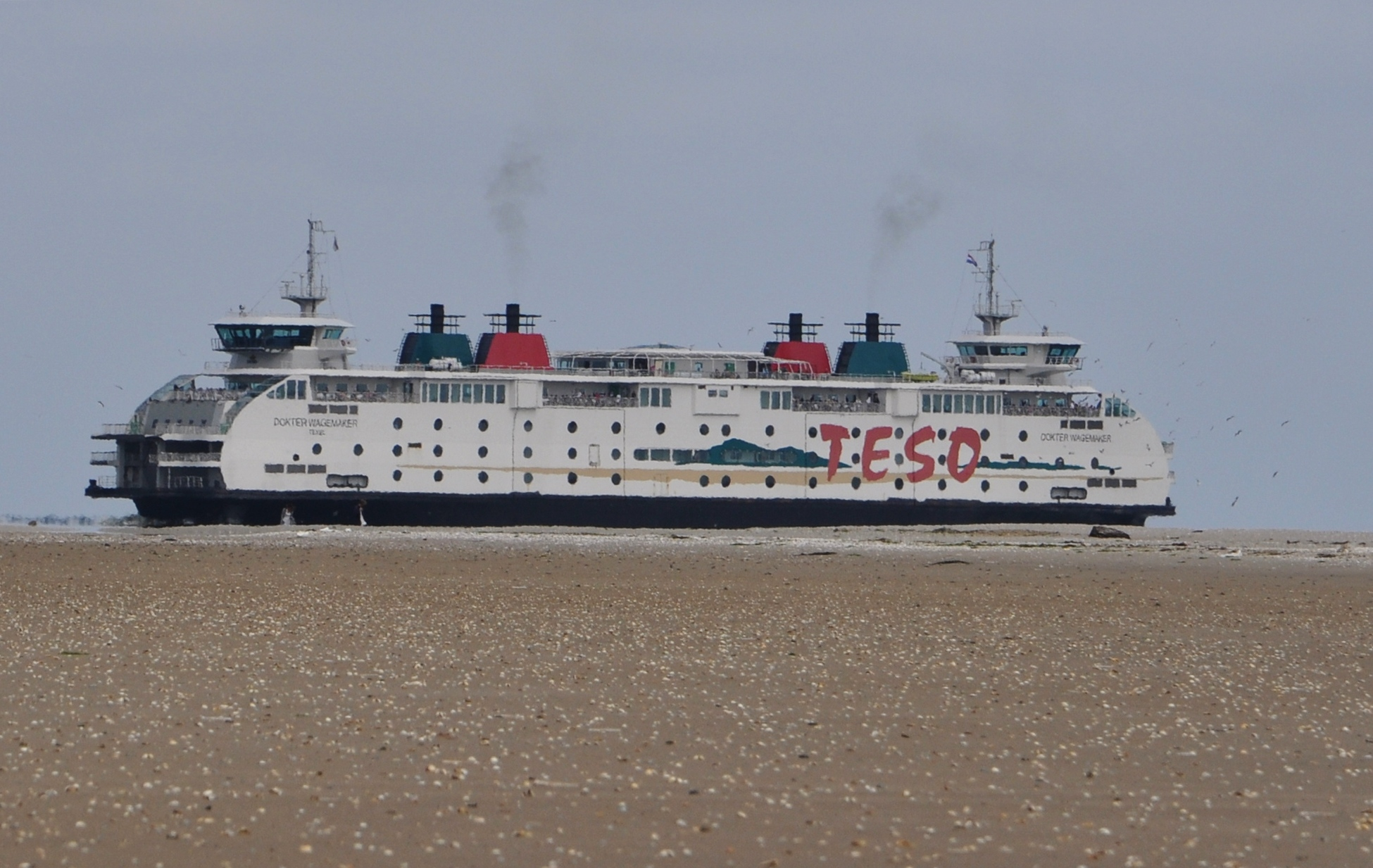
De Dokter Wagemaker gezien vanaf de Hors (2011)
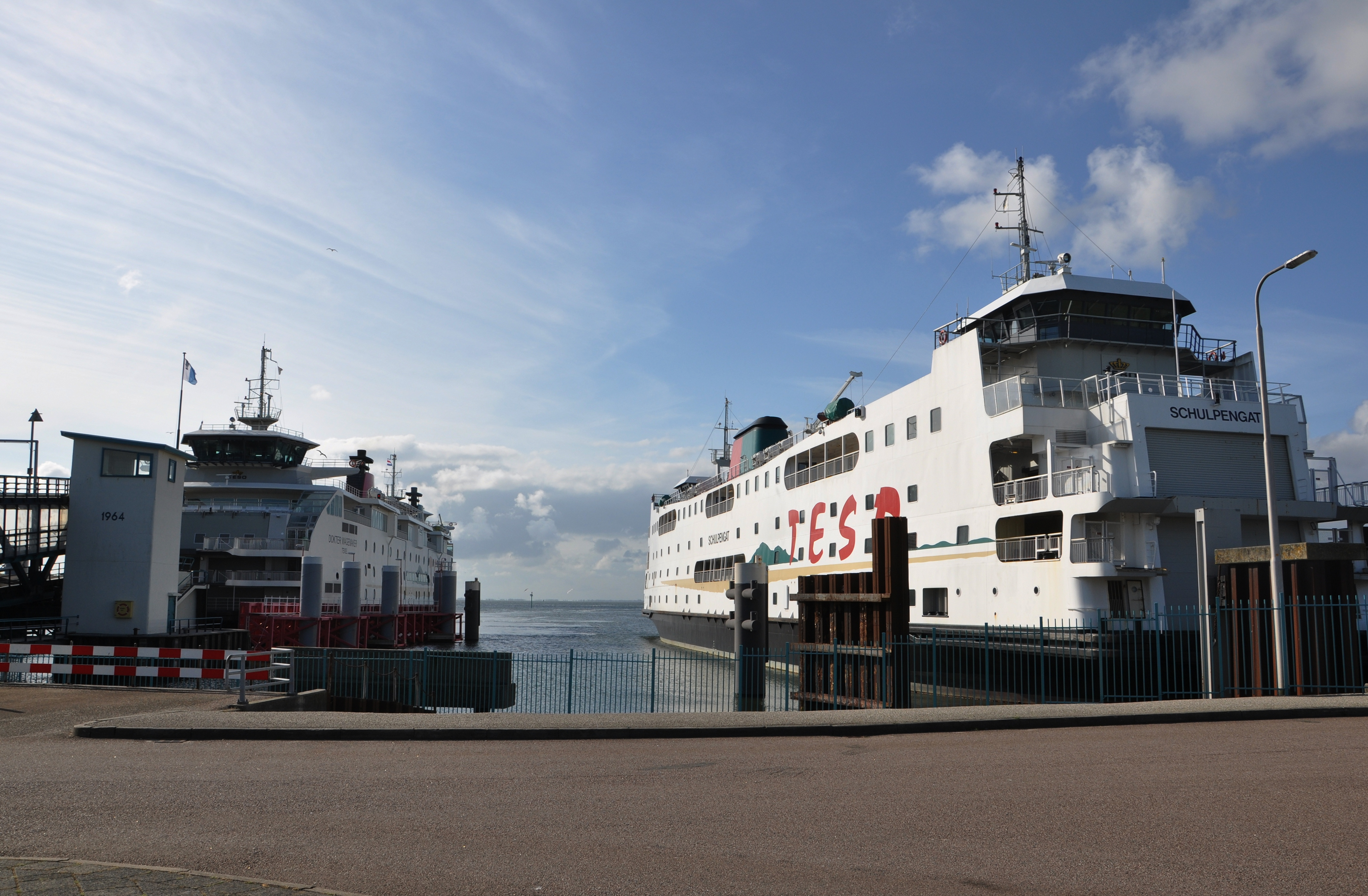
Dokter Wagemaker en Schulpengat in de veerhaven op Texel (2011)
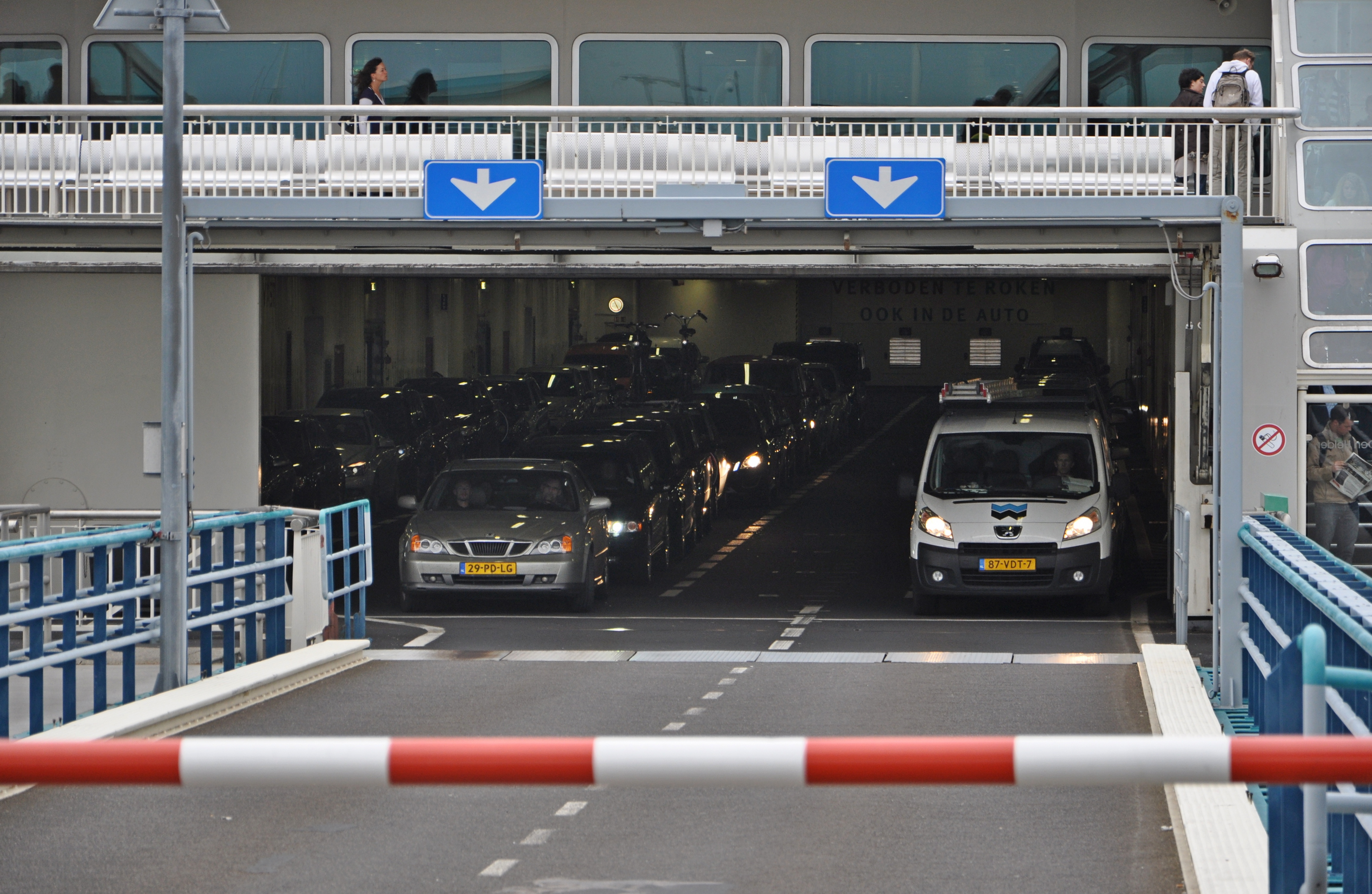
Dokter Wagemaker aan het lossen in Den Helder (2012)
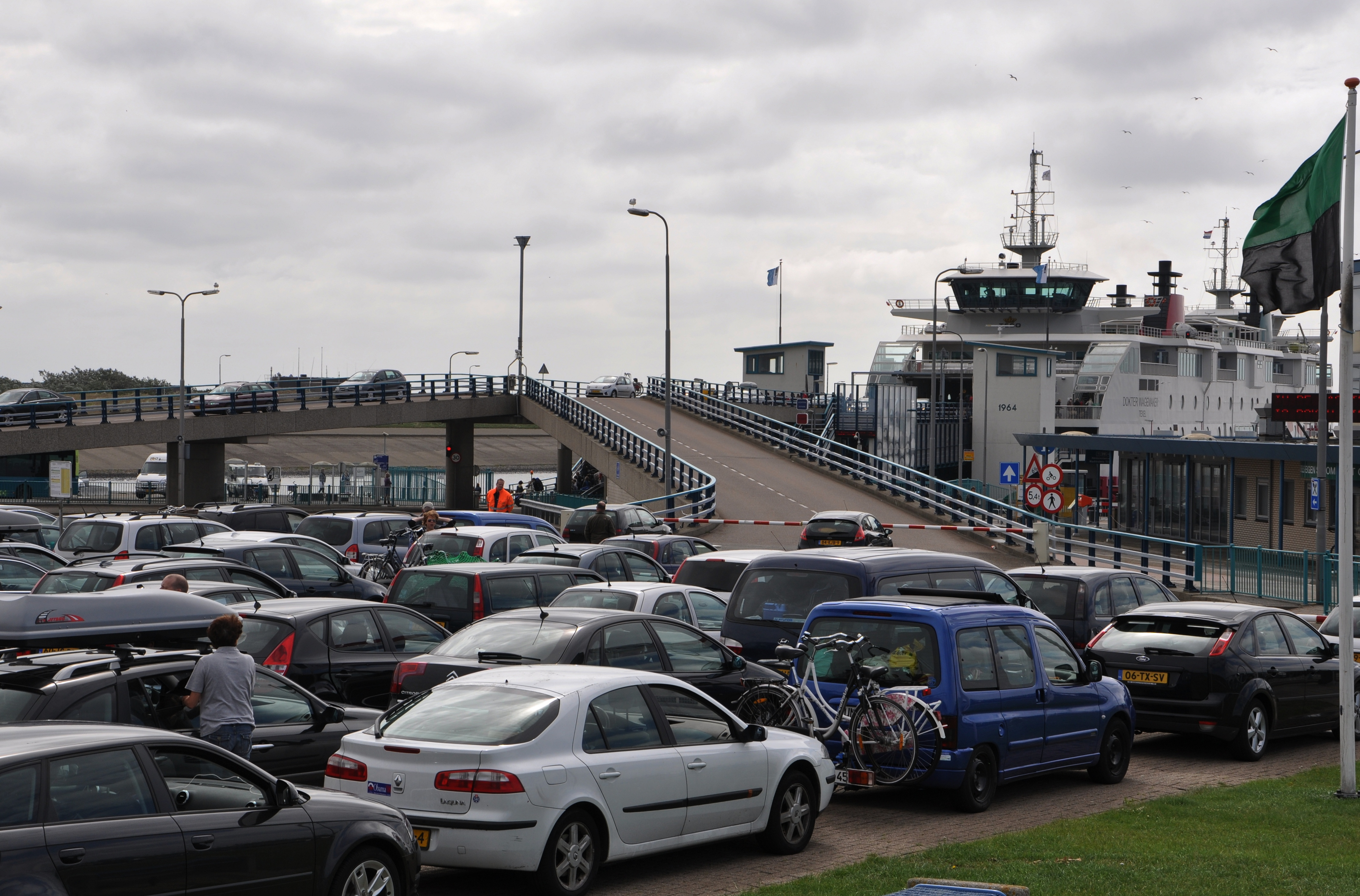
Het auto-opstelterrein bij de veerhaven op Texel (2011)
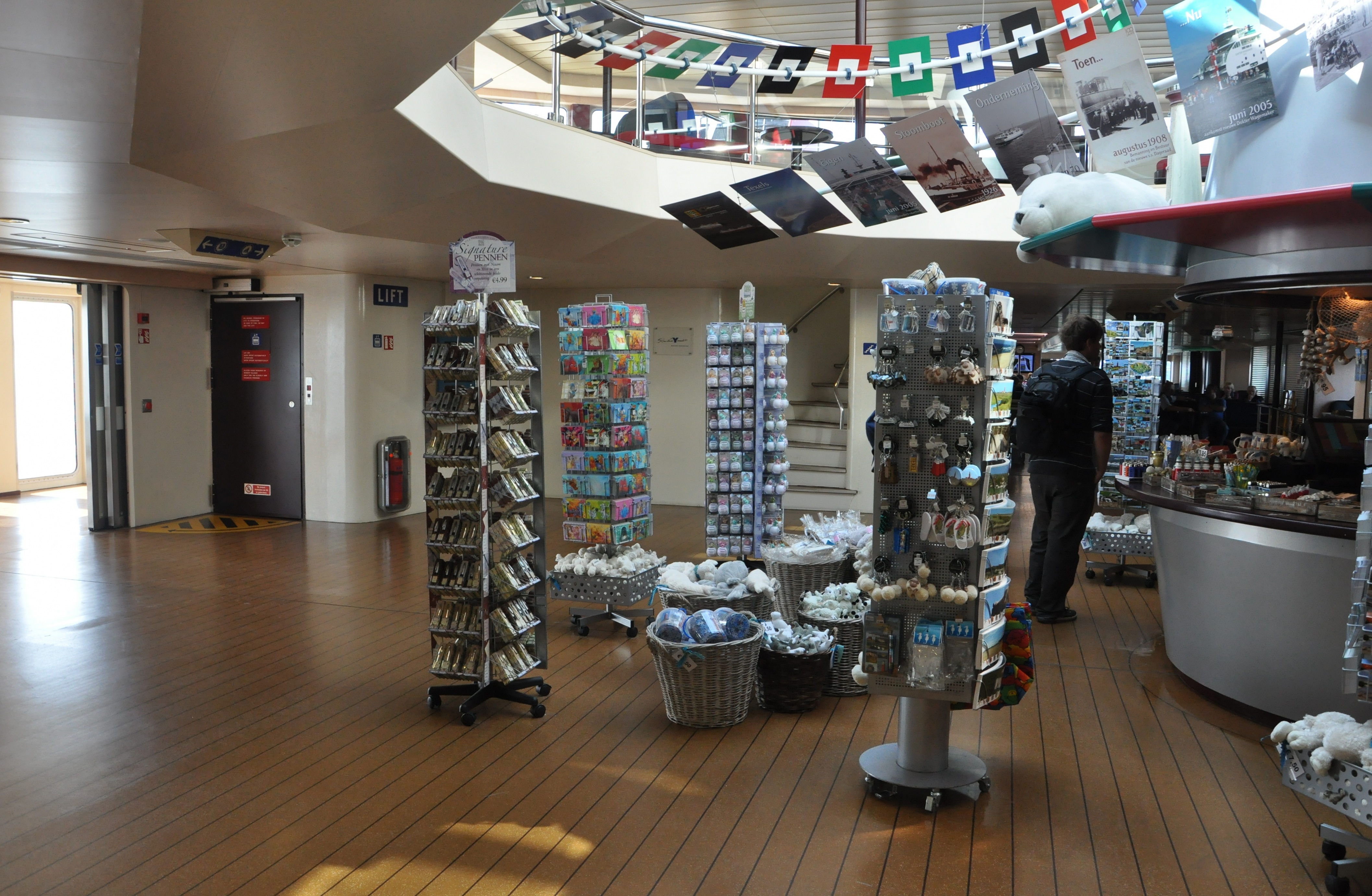
De salon van de Dokter Wagemaker met een souvenirwinkel (2011)
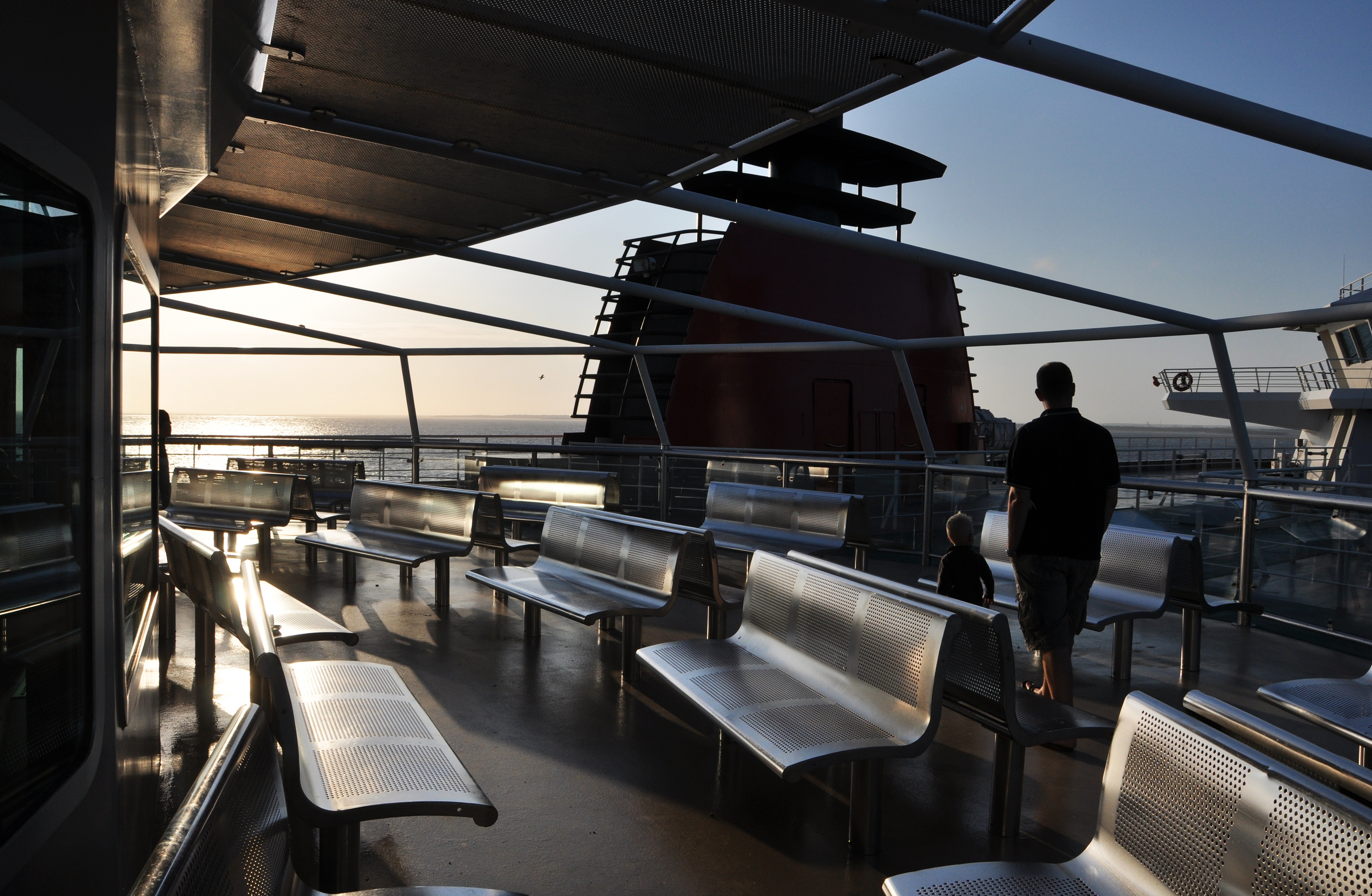
Het panoramadek van de Dokter Wagemaker (2011)